# Jon Pardo
Jon Pardo Abarzuza (Luquin, 2 de enero de 1988) es un ciclista navarro.
Su formación como corredor sub-23 fue en el equipo Seguros Bilbao.
En 2009, estuvo como stagiaire en el equipo Continental portugués Madeinox-Boavista.
Para la temporada 2011 hizo su debut en el profesionalismo en el mismo equipo portugués, entonces denominado Onda.
En la temporada 2012 se recalificó y fichó por el equipo amateur francés Entente Sud Gascogne, donde siguió también en 2013.

## Equipos
- Onda (2011)